# Acakoro
Acakoro (von Academy of Korogocho) ist eine in Kenia tätige Nichtregierungsorganisation für sportliche Entwicklungszusammenarbeit. Sie bietet für etwa 150 Kinder und Jugendliche in Korogocho, dem viertgrößten Slum der kenianischen Hauptstadt Nairobi, tägliches Fußballtraining, Mahlzeiten, schulische Bildung, Förderung der Persönlichkeitsentwicklung und medizinische Versorgung (Stand 2022). Die Organisation wurde 2013 von dem ehemaligen österreichischen Fußballspieler Helmut Köglberger gegründet.

## Konzept
Hinter dem Projekt stehen die Vereine „Hilfsverein ACAKORO“ aus Österreich und „ACAKORO Community Based Organization (CBO)“ aus Kenia. Das Projekt wurde vom 2018 verstorbenen Helmut Köglberger 2013 ins Leben gerufen.
Das Programm von Acakoro bietet 150 Kindern und Jugendlichen aus Korogocho tägliches Fußballtraining, warme Mahlzeiten, medizinische Betreuung und einen sicheren Transfer nach Hause. Voraussetzung für die Teilnahme am Fußballtraining ist ein regelmäßiger Besuch einer der Partnerschulen. Acakoro übernimmt die Kosten für die Schulgebühren, Schuluniformen und Unterrichtsmaterialien und wird deswegen auch von UNICEF gefördert. Seit 2019 vergibt Acakoro auch Stipendien für berufliche Colleges an die Abgänger der Akademie, um eine berufliche Ausbildung zu ermöglichen. Die in das Programm aufgenommenen Kinder werden nach sportlichen und sozialen Aspekten ausgewählt. Das erklärte Ziel ist nicht nur die fußballerische Ausbildung, sondern auch die Persönlichkeitsentwicklung, Bildung und die Vermittlung von sozialen Werten. Acakoro hat vier Jungen- und zwei Mädchenmannschaften.
Der Verein ist spendenfinanziert. Er unterhält Partnerschaften mit dem Land Oberösterreich, dem österreichischen Sportministerium und weiteren Stiftungen und Unternehmen in Österreich. In Kenia kooperiert Acakoro mit dem kenianischen Sportministerium (s. u.).

## Erfolge und Rezeption
Die U11 der Acakoro Football Academy nahm 2015 am Donau-Auen-Cup in Niederösterreich teil, einem internationalen Jugendturnier, an dem Jugendmannschaften von Clubs der österreichischen Fußball-Bundesliga und des europäischen Spitzenfußballs teilnahmen, unter anderem von Atlético Madrid, dem FC Liverpool, Borussia Dortmund und Galatasaray Istanbul. Acakoro konnte das Turnier im Finale gegen den FC Barcelona gewinnen. Im Folgejahr verteidigte Acakoro den Titel im Finale gegen die U11 von Atlético Madrid.
Zwei U20-Nationalspieler entstammen der Akademie. Nach Angaben von Acakoro habe es die Mehrheit der Absolventen von Acakoro geschafft, den Slum zu verlassen, und „einige“ würden nun in den kenianischen Profi-Ligen spielen.
Das Projekt stieß infolge der Turniergewinne national und international auf positive Resonanz. Laut CNN könne es als eine der wenigen professionellen Fußballakademien in Kenia dazu beitragen, den Rückstand auf die westafrikanischen Fußballnationen aufzuholen. Acakoro wird seit 2016 von der Football Kenya Federation gefördert, und es gibt Ankündigungen, an anderen Orten im Land Fußballakademien nach dem Vorbild Acakoros zu gründen. Ein erstes solches Projekt wurde vom Kenianischen Sportministerium mit Unterstützung Acakoros in Mukuru kwa Njenga, einem Slum im Osten Nairobis, für 150 Kinder gegründet. 2018 drehte die kenianische Sportjournalistin Idah Waringa den dokumentarischen Kurzfilm Acakoro: From Grass to Grace über Acakoro, wofür sie mehrfach ausgezeichnet wurde. 2019 besuchten Delegationen der Botschaften Deutschlands, Österreichs und Belgiens (letztere mit Königin Mathilde) Acakoro in Korogocho und bewerteten das Projekt positiv. 2020 erhielt Acakoro einen Sonderpreis bei nachhaltig gewinnen! einem mit 20.000 Euro dotierten Wettbewerb. Überreicht wurde er vom österreichischen Sportminister Werner Kogler.